# Cecília Ática
Cecília Ática  é o nome dado por historiadores modernos a uma filha de Tito Pompónio Ático, que se casou com Agripa e teve uma filha, Vipsânia Agripina. Vipsânia Agripina ficou noiva, quando tinha um ano de idade, de Tibério; eles se casaram mais tarde, e tiveram um filho, Druso.
Segundo Cornélio Nepos, Ático teve uma filha, que se casou com Agripa; desta união nasceu uma filha, que, quando tinha pouco mais de um ano de idade, foi feita noiva, pelo imperador Augusto, de Tibério, filho de Drusila.
Segundo Tácito, Ático era o bisavô de Druso, e Vipsânia, esposa de Tibério, era filha de Marcos Agripa.
Em 29 a.C., Agripa se casou com Cláudia Marcela, sobrinha de Augusto; não se sabe o que aconteceu com Cecília Ática depois disto. O casamento de Tibério e Vipsânia Agripina ocorreu em 16 a.C..